# Mustafa Dib
Mustafa Dib – francuski zapaśnik walczący w stylu klasycznym. Czwarty w Pucharze Świata w 1992. Mistrz Francji w 1995 i 1996 roku.